# ОШ „Др Џевад Љајић” ИО Шаре
ОШ „Др Џевад Љајић” у Шарама на територији општине Сјеница, једно је од издвојених одељења матичне основне школе „Др Џевад Љајић” из Дуге Пољане.
Школа у Шарама је почела са радом школске 1937/38. године у кући Јевта Величковића у Милићима, а први учитељ је био Пунишић Витомир. По ослобођењу настава се одржава у кући Халима Ајдиновића у Шарама, у непосредној близини садашње школске зграде. Први учитељ у Шарама 1945. године био је Славиша Кнежевић из Драгојловића. У јесен 1946. године школа је премештена у кући Хасана Демировића и тада први пут раде два учитеља.
Садашња зграда школе изграђена је 1955. године.